# Smeringochernes zealandicus
Smeringochernes zealandicus är en spindeldjursart som beskrevs av Beier 1976. Smeringochernes zealandicus ingår i släktet Smeringochernes och familjen blindklokrypare. Inga underarter finns listade i Catalogue of Life.